# Кенийски шилинг
Кенийският шилинг е официалната валута и разплащателно средство в Кения от 1964 г. 1 кенийски шилинг е равен на 100 цента, а 98,33 кенийски шилинга са равни на 1 евро според курса на кенийската валута към европейската и 84 шилинга за 1 американски долар.